# Raków (powiat jędrzejowski)
Raków – wieś w Polsce położona w województwie świętokrzyskim, w powiecie jędrzejowskim, w gminie Jędrzejów.
| SIMC    | Nazwa    | Rodzaj  |
| ------- | -------- | ------- |
| 0240833 | Kruk     | osada   |
| 0240840 | Podłącze | kolonia |
| 1016411 | Rakówek  | kolonia |

Wieś duchowna, własność opactwa cystersów jędrzejowskich położona była w drugiej połowie XVI wieku w powiecie ksiąskim województwa krakowskiego. Do 1954 roku siedziba gminy Raków. W latach 1975–1998 miejscowość należała administracyjnie do województwa kieleckiego.